# Smilax longifolia
Smilax longifolia är en enhjärtbladig växtart som beskrevs av Louis Claude Marie Richard. Smilax longifolia ingår i släktet Smilax och familjen Smilacaceae. Inga underarter finns listade.